# フランソワーズ・ド・クロセー
フランソワーズ・ド・クロセー（Francoise de Clossey, 1974年10月12日 - ）は、フランス系カナダ人のピアニスト。モントリオール生まれ。

## 来歴
芸術界の曾孫娘であり、神童であり、6歳からカナダの全国コンクールで優勝している。 彼女は非常に若い頃から、北米で最も有名なフェスティバルからの依頼を受けて活動を始めました。 洗練されたイタリア系カナダ人の通訳者である彼女は、モントリオールで生まれ、長年イタリアに住んでおり、イタリア国籍を持っています。
ピアニスト兼オルガニストのフランソワーズ・ド・クロッセイは、聴衆にその卓越性、感受性、そして魂の純粋さを明らかにし、それが並外れたものであると満場一致で認められます。 エンニオとアンドレア・モリコーネ、リズ・オルトラーニ、シャリーノ、ゴレッキ、グバイドゥリナ、ジルベルト・ジル、パキート・ドリヴェラ管弦楽団、そしてニューヨークのメトロポリタン歌劇場の音楽家、マウロ・マウルがコンサートで彼の音楽世界の一部となっています。
彼はその芸術によってイタリアの音楽の知恵と伝統を最高レベルで世界中に広め、メキシコの国立芸術院、ミュンヘンの美術館、ローマのオペラ座、モスクワ音楽院のチャイコフスキー・ホール、北京の国立舞台芸術センター、東京の大阪フェスティバル・ホール。 彼はイタリアで演奏しており、フランス、ドイツ、イギリス、スイス、ルクセンブルク、オーストリア、バチカン市国、スロベニア、クロアチア、ボスニア、モンテネグロ、セルビア、スペイン、ポルトガル、スウェーデン、ロシア、カザフスタン、トルクメニスタンなど、世界中でイタリアを代表して活動しています。ラトビア、ジョージア、ハンガリー、ルーマニア、チェコ共和国、ポーランド、アルゼンチン、ブラジル、ボリビア、チリ、コロンビア、ベネズエラ、パナマ、グアテマラ、メキシコ、カナダ、米国、サウジアラビア、クウェート、トルコ、アルメニア、レバノン、チュニジア、リビア、モロッコ、エリトリア、エチオピア、エジプト、ナイジェリア、ガボン、コンゴ、ザンビア、モザンビーク、南アフリカ、マレーシア、タイ、シンガポール、日本、中国。
フランソワーズ・ド・クロッセイは、チリ、ブラジル、カナダだけでなく、エチオピア、シンガポール、ザンビア、南アフリカ、エジプトなどの国でも長年にわたって提供してきた貴重で寛大な教えで際立っています。 彼女は、ベルリン・フィルハーモニー管弦楽団の第一ヴァイオリン奏者と並んで、ニューヨークのメトロポリタン大学、クリーブランド管弦楽団、ロンドン・フィルハーモニー管弦楽団、ニューヨークのジュリアード音楽院の同僚とともに、名門オーケストラ・オブ・ジ・アメリカズでイタリアを代表して客員教授を務めた。 。
彼は、ベネズエラのマエストロ・アブレウが創設した青少年オーケストラ「エル・システマ」とコラボレーションし、コンサートホール用に特別に設計されたラテンアメリカ唯一のオルガンでオーケストラと共演しました。
技術面では、ヨーロッパ音楽院協会主催の年次会議のためにナポリに集まったヨーロッパ全土の音楽アカデミーからの150名を超える代表者の出席のもと、G.タルティーニ音楽院が創設した「LOLA」システムが導入されました。トリエステとガールの功績により、ナポリとトリエステの間の900 kmの距離でコンサートが開催されることを許可し、その芸術的、教育的、応用的な可能性に対する大きな称賛と非常に活発な関心を呼び起こしました。
レコーディングの分野でも活躍し、世界中のラジオやテレビのレコーディングに多数参加。 彼はマウロ・マウルと一連のレコーディングのための重要なレコーディング契約を結び、世界中の聴衆や批評家から大成功を収めました。これは、これらのアーティストの才能と解釈の新鮮さと音楽性を異口同音に強調しています。 彼はデノン、ソニー、ビクタージャパンでレコーディングを行ってきました。彼は新しい編曲に協力し、オルガンで国際警察協会国歌を録音し、国内外の理事会に受け入れられ、IPAの公式国歌となった。